# XRCO награда
XRCO наградите (на английски: XRCO Awards) се връчват ежегодно за постижения в областта на порнографията от организацията на порнографските критици X-Rated Critics Organization. Церемонията по раздаването на наградите се провежда в Холивуд, САЩ.

## История
Организацията на порнографските критици (X-Rated Critics Organization) е създадена през 1984 г., за да се даде възможност на авторите от развлекателната индустрия за възрастни да избират най-доброто през годината в порнографските продукции. Целта е да се наградят върховите постижения в работата в индустрията, като се отчита специално уникалните качества на сексуалните филми. Първоначално в организацията са включени автори от Лос Анджелис, Ню Йорк и Филаделфия. С времето са включени и публицисти от интернет сайтове, но организацията запазва своя професионален облик от хора, пишещи и създаващи порнографски продукции.
За първи път XRCO наградите са връчени на церемония, проведена на 14 февруари 1985 г. в Холивуд. До 1991 г. церемонията се провежда на деня на Свети Валентин, но в следващите години се състои на различни дати през пролетта. Възприетият принцип е, че наградите се дават в началото на годината за представянето и изпълненията през предходната година в съответните категории, които са над 20: най-добра актриса, най-добър актьор, изпълнителка на годината, изпълнител на годината, нова звезда, супермръсница, орален оргазъм, анален оргазъм и други. Най-заслужилите личности в областта на порнографията, имащи съществен принос за развитието на индустрията, получават място в т.нар. XRCO зала на славата.

## Церемонии по награждаване
| Церемония | Дата             | Място                   | Водещи на церемонията     |
| --------- | ---------------- | ----------------------- | ------------------------- |
| 31-ва     | 11 април 2015 г. | Нощен клуб Люр, Холивуд | Джеси Джейн и Томас Уард  |
| 32-ра     | 22 юни 2016 г.   | Нощен клуб Ом, Холивуд  | Аса Акира и Джесика Дрейк |

## Носители на XRCO награди

### Индивидуални награди – жени

#### Изпълнителка на годината
- 1984: Джинджър Лин
- 1985: Джинджър Лин
- 1990: Тори Уилис
- 1994: Деби Даймънд
- 1995: Лийна
- 1996: Джули Ештън
- 1997: Миси
- 1998: Джил Кели
- 1999: Стейси Валънтайн
- 2000: Инари Веш
- 2001: Джуъл Ди'Найл
- 2002: Джуъл Ди'Найл
- 2003: Беладона
- 2004: Ашли Блу
- 2005: Лорън Финикс
- 2006: Ники Хънтър
- 2007: Хилари Скот
- 2008: Саша Грей
- 2009: Джена Хейз
- 2010: Тори Блек
- 2011: Тори Блек
- 2012: Аса Акира
- 2013: Аса Акира
- 2014: Реми Лакроа
- 2015: Аника Олбрайт
- 2016: Адриана Чечик
- 2017: Адриана Чечик

#### Звезда на годината / Нова звезда
- 1984: Джинджър Лин
- 1988: Порше Лин
- 1990: Тори Уилис
- 1992: Ники Дайъл
- 1994: Шейла Лаво
- 1995: Мисти Рейн
- 1996: Джена Джеймисън
- 1997: Стейси Валънтайн
- 1998: Никита Грос
- 1999: Рейлин
- 2000: Джуъл Ди'Найл
- 2001: Тера Патрик
- 2002: Моника Мейхем
- 2003: Кармен Лувана
- 2004: Лорън Финикс
- 2005: Тийгън Пресли
- 2006: Хилари Скот
- 2007: Саша Грей
- 2008: Бри Олсън
- 2009: Стоя
- 2010: Кагни Лин Картър
- 2011: Шанел Престън / Али Хейз
- 2012: Джеси Андрюс
- 2013: Реми Лакроа
- 2014: Ей Джей Апългейт
- 2015: Картър Круз
- 2016: Абела Дейнджър
- 2017: Елза Джийн

#### Най-добра актриса
Наградата се присъжда за най-добре изиграна роля в конкретен филм и носи наименованието „Актриса – единично изпълнение“. От 2011 г. категорията е преименувана на „най-добра актриса“.
- 1994: Лиина – за ролята ѝ във филма „Blinded by Love“
- 1995: Тифани Милион – „Sex“
- 1996: Джианна Файн – „Skin Hunger“
- 1997: Джианна Файн – „My Surrender“
- 1998: Диана Лорън – „Лошите съпруги“
- 1999: Джианна Файн – „Cafe Flesh 2“
- 2000: Инари Веш – „Пробуждането“
- 2001: Тейлър Хейс – „Джекил и Хайд“
- 2002: Тейлър Хейс – „Fade to Black“
- 2003: Беладона – „The Fashionistas“
- 2004: Ашли Лонг – „Принуда“
- 2005: Джесика Дрейк – „Fluff and Fold“
- 2006: Савана Семсън – „Новият дявол в мис Джоунс“
- 2007: Хилари Скот – „Корупция“
- 2008: Ева Анджелина – „Качване“
- 2009: Джесика Дрейк – „Паднал“
- 2010: Кимбърли Кейн – „The Sex Files: A Dark XXX Comedy“
- 2011: Кимбърли Кейн
- 2012: Джеси Андрюс
- 2013: Лили Картър
- 2014: Реми Лакроа
- 2015: Пени Пакс – „Wetwork“
- 2016: Пени Пакс – „The Submission of Emma Marx: Boundaries“
- 2017: Клейо Валънтайн

#### Оргазмен аналист
- 2001: Клоуи
- 2002: Джуъл Ди'Найл
- 2003: Беладона
- 2004: Лорън Финикс
- 2005: Лорън Финикс
- 2006: Катя Касин
- 2007: Хилари Скот
- 2008: Хилари Скот
- 2009: Беладона
- 2010: Джена Хейз
- 2011: Боби Стар
- 2012: Боби Стар
- 2013: Кристина Роуз
- 2014: Джейда Стивънс
- 2015: Адриана Чечик
- 2016: Ей Джей Апългейт
- 2017: Вики Чейс

#### Оргазмен оралист
- 2000: Боби Блис
- 2001: Инари Веш
- 2002: Кейлин
- 2003: Кейлин
- 2004: Фелиша Фокс
- 2005: Рокси Жизел
- 2006: Хилари Скот
- 2007: Хилари Скот
- 2008: Джена Хейз
- 2009: Беладона
- 2010: Боби Стар
- 2011: Джена Хейз
- 2012: Бруклин Лий
- 2013: Бруклин Лий
- 2014: Вики Чейс
- 2015: Вики Чейс
- 2016: Вики Чейс
- 2017: Вики Чейс

#### Супермръсница
- 2002: Каталина
- 2003: Джули Найт
- 2004: Ариана Джоли
- 2005: Ариана Джоли
- 2006: Хилари Скот
- 2007: Анет Шварц
- 2008: Боби Стар
- 2009: Боби Стар
- 2010: Боби Стар
- 2011: Кристина Роуз
- 2012: Аса Акира
- 2013: Бруклин Лий
- 2014: Бони Ротън
- 2015: Адриана Чечик
- 2016: Адриана Чечик
- 2017: Холи Хендрикс

#### MILF на годината
- 2007: Джанин Линдемълдър
- 2008: Кайли Айрланд
- 2009: Джулия Ан
- 2010: Лиса Ан
- 2011: Джулия Ан
- 2012: Индия Съмър
- 2013: Вероника Авлъв
- 2014: Франческа Ли
- 2015: Индия Съмър
- 2016: Кендра Лъст
- 2017: Шери Девил

#### Тийнейджърска сметанова мечта
- 2001: Алисин Чейнис
- 2002: Аурора Сноу
- 2003: Ашли Блу
- 2004: Сайтърия
- 2005: Тийгън Пресли
- 2006: Кинзи Кенър
- 2007: Мия Роуз
- 2008: Бри Олсън
- 2009: Тори Блек
- 2010: Лекси Бел
- 2011: Тара Лин Фокс
- 2012: Али Хейз
- 2013: Лили Картър
- 2014: Мия Малкова
- 2015: Огъст Еймс

#### Дълбоко гърло
- 2008: Анджелина Валънтайн

Бележка: Наградата в тази категория е присъдена за първи път през 2008 г.

#### Невъзпята звезда
- 1993: Лейси Роуз
- 1994: Шейн
- 1995: Тами Ан
- 1996: Синди Кокс
- 1997: Клоуи
- 1999: Кейти Голд
- 2000: Сидни Стийл
- 2001: Шелби Майн
- 2002: Алана Евънс
- 2003: Оливия Сейнт
- 2004: Сабрин Мауи
- 2005: Кейти Морган
- 2006: Хейли Пейдж
- 2007: Мика Тан
- 2008: Рокси Дивайл
- 2009: Амбър Рейн
- 2010: Мари Лъв
- 2011: Чарли Чейс
- 2012: Индия Съмър
- 2013: Вики Чейс
- 2014: Вики Чейс
- 2015: Кейси Калвърт
- 2017: Верука Джеймс

### Индивидуални награди – мъже

#### Изпълнител на годината
- 1993: Роко Сифреди
- 1994: Марк Уолис
- 1995: Джон Доу
- 1996: Т. Т. Бой
- 1997: Т. Т. Бой
- 1998: Том Байрон
- 1999: Мистър Маркъс
- 2000: Боби Вайтъл
- 2001: Евън Стоун
- 2002: Лексингтън Стийл
- 2003: Erik Everhard
- 2004: Мануел Ферара
- 2005: Мануел Ферара
- 2006: Мануел Ферара
- 2007: Томи Гън
- 2008: Евън Стоун
- 2009: Джеймс Дийн
- 2010: Евън Стоун
- 2011: Мануел Ферара
- 2012: Мануел Ферара
- 2013: Мануел Ферара
- 2014: Мануел Ферара

### Индивидуални награди – смесени

#### Мейнстрийм любимец
- 2004: Мери Кери
- 2005: Джена Джеймисън / Сеймор Бутс
- 2006: Сторми Даниълс
- 2007: Рон Джереми
- 2008: Сторми Даниълс
- 2009: Саша Грей
- 2010: Саша Грей
- 2011: Райли Стийл
- 2012: Бри Олсън
- 2013: Джеймс Дийн
- 2014: Джеймс Дийн
- 2015: Аса Акира
- 2017: Джулия Ан

#### Най-добро завръщане
- 2007: Лиса Ан
- 2008: Кейлани Лей
- 2009: Тийгън Пресли
- 2010: Ева Анджелина
- 2011: Дейл Дейбоун
- 2012: Принс Яшуа
- 2013: Стивън Ст. Кроа
- 2014: Съни Лейн
- 2015: Райдър Скай
- 2017: Бриана Банкс

### Награди за изпълнение на сцени

#### Групова сцена
- 2001: Аурора Сноу – „Gangbang Auditions 7“
- 2002: Фрайдей, Тейлър Ст. Клейър, Шарън Уилд, Роко Сифреди – „The Fashionistas“
- 2003: Тейлър Рейн, Трент Тесоро, Арнолд Шварценпекер, Джон Стронг, Марк Ууд – „Flesh Hunter 5“
- 2004: Миси Монро, Ками Андрюс, Джули Найт и други  – „Baker's Dozen 2“

#### Момиче-момиче
- 1994: Джанин Линдемълдър и Джулия Ан – „Скрити мании“.